# Lesvin Medina
Lesvin Fernando Medina Almendáres  (Tegucigalpa, Francisco Morazán, Honduras, 26 de agosto de 1993) es un futbolista hondureño. Juega como Defensa y actualmente milita en el Lobos UPNFM de la Liga Nacional de Honduras.

## Clubes
| Club        | País     | Año             |
| ----------- | -------- | --------------- |
| Olimpia     | Honduras | 2011 - 2015     |
| Lobos UPNFM | Honduras | 2016 - Presente |